# Synapturichthys kleinii
La sogliola turca (Synapturichthys kleinii (Risso, 1827)) è un pesce osseo marino appartenente alla famiglia Soleidae. È l'unica specie del genere Synapturichthys Chabanaud, 1827.

## Denominazioni dialettali italiane
La sogliola turca è conosciuta, nelle varie regioni italiane, con nomi dialettali diversi:
| Regione  | Denominazione                           |
| -------- | --------------------------------------- |
| Campania | Palaia monica                           |
| Liguria  | Lengua oxellinha                        |
| Sardegna | Palaja niedda, Paraia                   |
| Sicilia  | Linguata di funnu                       |
| Veneto   | Sfogio turco, Turchetto, Sfoja sagretto |

## Descrizione
Come tutti i pesci piatti ha un aspetto caratteristico, asimmetrico e con entrambi gli occhi su un lato del corpo che viene denominato "lato oculare" (in questa specie il destro) mentre il lato privo di occhi viene chiamato "lato cieco". Il corpo è a forma di lingua, alto verso la testa ma che si restringe gradualmente vertso l'estremità caudale. Le scaglie del lato oculare sono dotate di spinule. La linea laterale è dritta e visibile, con un'unica curva nei pressi della testa. La narice anteriore del lato cieco è ampliata a rosetta come nelle specie del genere Pegusa. La pinna dorsale e la pinna anale sono unite da una membrana dalla pinna caudale.
La livrea è tipica: beige o color sabbia, talvolta con macchie scure indistinte, con fitte punteggiature bianche. Le pinne dorsale e anale sono bordate di scuro. La pinna pettorale de lato oculare porta una macchia nera al centro ed ha l'estremità biancastra. Il lato cieco è biancastro..
La misura massima è di 40 cm, la media di 15 cm.

## Biologia

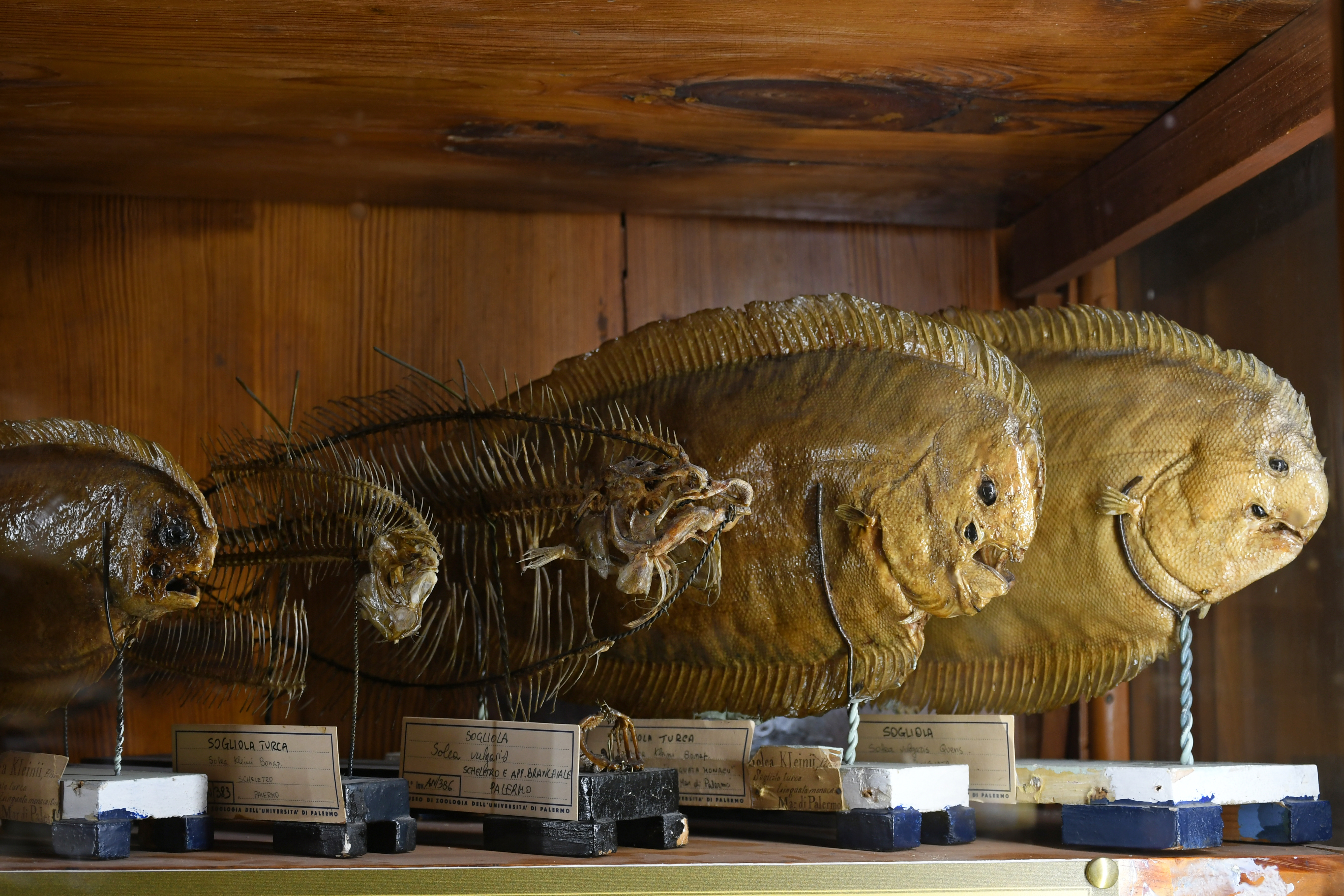
Scheletri con apparato branchiale ed esemplari interi di Synapturichthys kleinii e Solea solea a confronto nel museo Pietro Doderlein di Palermo

Poco nota.

## Distribuzione e habitat
Questa specie vive nel mar Mediterraneo, nell'Oceano Atlantico orientale tra il golfo di Cadice e il Sudafrica e nell'Oceano Indiano occidentale.
Vive su fondi mobili di sabbia o di fango, talvolta nei pressi di vegetazione marina, a profondità comprese tra i 20 e i 460 metri, di solito però si incontra attorno ai 100 metri. Nei mari italiani è rara. In Liguria è la sogliola meno comune in assoluto costituendo lo 0,05% dello sbarcato di Soleidae.

## Tassonomia

### Sinonimi
Sono stati riportati i seguenti sinonimi:
- Pegusa kleini (Risso, 1827)
- Pegusa kleinii (Risso, 1827)
- Rhombus kleinii Risso, 1827
- Solea alboguttata Fowler, 1929
- Solea capellonis Steindachner, 1868
- Solea capensis (non Gilchrist, 1902)
- Solea kleini (Risso, 1827)
- Solea kleinii (Risso, 1827)
- Solea melanoptera (Gilchrist, 1904)
- Synaptura kleinii (Risso, 1827)
- Synaptura melanoptera Gilchrist, 1904
- Synaptura savignyi Kaup, 1858
- Synapturichthys kleini (Risso, 1827)

## Pesca
Viene talvolta catturata con le reti a strascico e da posta e non abbocca alle lenze. Le carni sono buone come quelle delle altre sogliole.

## Gastronomia
Più piccola della soglia comune è comunque ottima e cucinabile allo stesso modo.